# Clarence Williams
Clarence Williams (Plaquemine Delta, 8 de octubre de 1898-Nueva York, 6 de noviembre de 1965) fue un pianista, cantante y director de orquesta estadounidense de jazz tradicional.

## Biografía
Instalado en Nueva Orleans, comienza a trabajar como cantante y pianista en espectáculos de minstrel, hacia 1910. Realiza giras, durante esa década, en compañías de vodevil y en concierto formando dúo con el violinista Armand J. Piron. En ocasiones, trabaja también con el trompetista W. C. Handy. En 1919 se traslada a Chicago, donde monta una empresa editorial y una tienda de música, en la que edita las composiciones de los principales jazzmen de la época: King Oliver, Louis Armstrong, Sidney Bechet, Fats Waller, James P. Johnson, etc.
Se instalará en Nueva York en 1921, y allí realiza sus primeras grabaciones para el sello Okeh. A partir de 1923 trabaja regularmente con grupos de estudio, con músicos como Oliver, Bechet, Armstrong, Coleman Hawkins, Rex Stewart y otros muchos. Desde 1925, sin dejar de grabar con el sello Okeh, comienza a organizar grupos para sesiones de grabación de Columbia Records y otras discográficas, convirtiéndose en el más reputado de los músicos de sesión de la ciudad.
Sin dejar de realizar innumerables grabaciones para Decca y RCA, desde 1943, se dedicará cada vez más a la composición, hasta su muerte.
Su nieto es el actor Clarence Williams III.

## Estilo
Sin ser un pianista brillante, como contemporáneos suyos (Jelly Roll Morton, Fats Waller, James P. Johnson), estaba especialmente dotado para el blues y poseía una gran sensibilidad según se muestra en sus, escasas, grabaciones como solista. En cualquier caso, estableció un estilo propio, que suele denominarse como "estilo de Harlem en estudio", y fue un prolífico compositor. Apenas realizó actuaciones en directo, fuera de los estudios de grabación, pero su obra es muy abundante.